# Antoine Deparcieux (1703-1768)
 (août 2024).
Pour les articles homonymes, voir Antoine Deparcieux.
Antoine Deparcieux (1703-1768), dit aussi de Parcieux, est un mathématicien français, né au mas du Clotet à Cessous (alors hameau de la paroisse de Peyremale) dans la commune de Portes près d'Alès le 28 octobre 1703 et mort à Paris le 2 septembre 1768. Il dressa de nouvelles tables de mortalité et améliora sensiblement l'aéromètre de Fahrenheit.

## Biographie
Il est né le 28 octobre 1703 au mas du Clotet (ou Clutet) du hameau de Cessous, paroisse de Peyremale. Cessous appartient aujourd'hui à la  commune de Portes (Gard).
L'origine du patronyme Deparcieux est probablement le village de Parcieux, situé à une vingtaine de kilomètres au nord de Lyon. Au XVIe siècle, la famille Deparcieux habite la petite ville de Millery, au sud de Lyon. Leur plus lointain ancêtre connu est Benoît Deparcieux qui épouse Catherine Ducreux vers 1595.
Un de leurs petits-fils, Pierre Deparcieux, né à Millery en 1633 est maître-serrurier. C'est au cours des déplacements nécessités par l'exercice de son métier qu'il rencontre Jacquette Vidal, jeune cévenole originaire de Chamborigaud (Gard), qu'il épouse après contrat de mariage du 4 juin 1655 passé devant le notaire Bouquet de la paroisse de St-Florent. C'est le mariage, un peu surprenant pour l'époque, d'un lyonnais et d'une cévenole. Ils ont un fils unique, Jean-Antoine, né vers 1656. Pierre a un bon métier et une solide instruction. C'est lui qui achète le mas du Clotet de Cessous où il s'installe définitivement avec son épouse et son fils. 
Leur fils, Jean-Antoine, épouse, par contrat du 1er septembre 1674, Jeanne Donzel de Peyremale. Ils ont sept enfants nés entre 1675 et 1703.
Antoine Deparcieux, le plus jeune et futur académicien, vient au monde en 1703, soit 29 ans après le mariage de ses parents. Ces derniers disparaissent alors qu'il est encore très jeune et il se retrouve à la charge de son frère Pierre, son aîné de 27 ans, nouveau chef de famille. Pierre, reconnaissant sans doute son intelligence précoce, l'envoie à l'école chez le prieur de Portes, puis chez celui de St-Florent.
Vers vingt ans, pour des raisons qui restent encore obscures, il quitte définitivement sa famille. On le retrouve à Lyon où il offre ses services au collège des Jésuites pourvu qu’on lui permette de suivre les cours ; il y apprend les mathématiques grâce à l’un des pères.
Il part ensuite pour Paris où il a des débuts très difficiles. Il a la chance de rencontrer Robert Benet de Montcarville qui le protège. Il se fait constructeur de cadrans solaires, ne peut satisfaire à la demande et s’enrichit. Il se consacre surtout à l’étude des applications sociales des mathématiques. Il devient l’ami intime de Fontenelle, de Lavoisier, de Cassini, de Vaucanson et de Réaumur.
Il remplace M. de Montcarville à la chaire de mathématiques du Collège de France. En 1733, il publie un premier traité de trigonométrie qu'il reprend en 1741 sous le titre de :
Nouveaux Traités de Trigonométrie Rectiligne et Sphériques avec un Traité de Gnomonique. Les Traités de Trigonométrie "sont accompagnés de tables des sinus, tangentes ... des logarithmes des nombres de 1 à 20.000, et des logarithmes des sinus et tangentes". 
Le Traité de Gnomonique reprend les principes et les tables des traités de trigonométrie pour définir les règles de construction des cadrans solaires.
Mais c'est sur la demande de M. de Boullongne, intendant des Finances et des Ordres de sa Majesté que Deparcieux compose son ouvrage le plus célèbre intitulé :
Essais sur les probabilités de la durée de la vie humaine, d’où l’on déduit la manière de déterminer les rentes viagères tant simples que tontines, précédé d’une courte explication sur les rentes à terme, ou annuités, et accompagné d’un grand nombre de tables - par Antoine Deparcieux de la Société Royale des Sciences de Montpellier - Paris, Guérin frères – 1746.
Cet ouvrage contient les célèbres "Tables de Mortalité" qui furent utilisées par les Compagnies d'Assurances-Vie et les Banques pendant tout le XIXe siècle et le début du XXe.
Dès sa parution, cet ouvrage fut regardé comme le plus parfait jamais paru sur ce sujet. Il obtint un grand succès, non seulement en France mais dans toute l'Europe et fonda définitivement la réputation d'Antoine Deparcieux. Les "Tables de Mortalité" sont considérées aujourd'hui comme le premier ouvrage et même l'ouvrage fondateur de la Science Actuarielle.
En 1746, Antoine Deparcieux est reçu membre de l’Académie des Sciences de Paris qui siège alors dans le Palais du Louvre. Comme la plupart des savants de son époque, il s'intéresse à plusieurs domaines de la mécanique et de l'hydraulique.
En 1747 il publie un mémoire sur la courbure des ondes qui mènent les balanciers dans certaines machines.
En 1751, au château de Crécy-Couvé (près de Dreux) appartenant alors à la marquise de Pompadour, il réalise une machine hydraulique destiné à élever de 163 pieds (environ 50 mètres) les eaux de la rivière de Blaise pour les besoins du château, des jardins et des maisons du lieu. Vers la même époque, il installe le même type de machine au château d'Arnouville (Arnouville-lès-Gonesse) appartenant à Jean-Baptiste de Machault d'Arnouville, ministre de Louis XV. Cette machine élevait les eaux de la rivière du Croult vers les jardins et le château.
En 1760 il fait des expériences sur le tirage des chevaux et donne un mémoire sur l’utilisation des chutes d’eau et les principes de fonctionnement des roues hydrauliques.
En 1764, il donne des observations sur les inondations de la Seine à Paris et, en 1768, un mémoire sur les moyens de prévenir les accidents causés par les débâcles.
La ville de Paris qui manque d’eau, a recours à lui : à partir de 1762, il étudie la possibilité d'amener à Paris l’eau de l’Yvette, rivière qui coule au sud de Paris. Il prévoit d'en capter l'eau en amont de Gif-sur-Yvette et de l'amener à Paris, au pied de la tour de l'Observatoire, par un aqueduc de 30 kilomètres. Il constitue un dossier très complet dans lequel il démontre, preuves à l'appui, la faisabilité de ce vaste projet, donne la description de l'itinéraire et tous les plans et détails de sa construction. Mais l'état des finances royales et le manque de volonté de Louis XV en empêchent la réalisation. Deparcieux avait pourtant reçu l'appui de Voltaire qui lui adressa des lettres d'encouragement et le cita longuement dans son conte "L'Homme aux quarante écus".
Après sa mort, le projet fut repris par son petit-neveu, mais toujours sans succès. Ce n'est que plusieurs dizaines d'années plus tard que les Parisiens furent enfin alimentés en eau potable grâce à la construction du canal de l'Ourcq au nord de Paris, puis encore plus tard, par l'aqueduc de la Vanne qui reprend une partie du tracé étudié par Deparcieux au sud de la région parisienne.
En 1765, Louis XV nomme Antoine Deparcieux "Censeur Royal des livres " et lui accorde un logement de fonction dans les galeries du Louvre, rue des Orties. Il fait son testament le 28 octobre 1765, jour anniversaire de sa naissance. Il lègue tous ses livres à l’école de Saint-Florent, la paroisse de son enfance.
Il meurt à Paris le 2 septembre 1768 à 65 ans.
Il était membre des Académies de Paris, de Montpellier, de Lyon, d'Amiens, de Metz, de Berlin et de Stockholm.
Ses travaux ont été repris par son petit-neveu Antoine Deparcieux

## Publications
- Traité de trigonométrie rectiligne et sphérique (1738)
- Nouveau traité de trigonométrie, avec table des sinus et logarithmes (1740)
- Traité complet de gnomonique (1741)
- Essai sur les probabilités de la durée de la vie humaine. D'où l'on déduit la manière de déterminer les Rentes viagères tant simples qu'en tontines, précédé d'une courte explication sur les rentes à terme, ou annuités, et accompagné d'un grand nombre de tables, contenant des Tables de mortalité qui ont longtemps servi de base aux placements viagers (1746)
- Mémoire sur la courbure des ondes (1747)
- Projet d'amener a Paris la rivière d'Yvette (impr. Jombert, 1762)